# Domingo Cáceres
Domingo Cáceres (7 settembre 1959) è un ex calciatore uruguaiano, di ruolo difensore.

## Carriera

### Club
Ha giocato nella massima serie del campionato uruguaiano e nella seconda serie di quello argentino.

### Nazionale
Con la nazionale uruguaiana ha preso parte alla Copa América 1979; nel medesimo anno aveva giocato anche i Mondiali Under-20.

## Palmarès

### Club

#### Competizioni nazionali
- Campionato uruguaiano: 3

Peñarol: 1979, 1981, 1982

#### Competizioni internazionali
- Coppa Libertadores: 1

Peñarol: 1982
- Coppa Intercontinentale: 1

Peñarol: 1982